# The Black Keys
The Black Keys - американський рок-дует, створений в Акроні, штат Огайо, у 2001 році. До складу гурту входять Ден Ауербах (гітара, вокал) та Патрік Карні (ударні). Дует починав як незалежний гурт, записуючи музику в підвалах і самостійно продюсуючи свої записи, перш ніж врешті-решт став одним з найпопулярніших виконавців гаражного року під час другої хвилі відродження жанру в 2000-х роках. Сире блюз-рок звучання гурту значною мірою базується на блюзових впливах Ауербаха, включаючи Джуніора Кімбро, Роберта Лі Бернсайда, Гауліна Вулфа та Роберта Джонсона.

## Історія

### The Big Come Up(2001—2002)
Гурт випустив свій дебютний альбом The Big Come Up в 2002 році. Альбом був дуже успішним. Він був повністю записаний у підвалі будинку одного з учасників. Синглами цього альбому стали пісні «Leavin' Trunk» та «She Said, She Said», яка в оригіналі виконувалась групою The Beatles. «I'll Be Your Man» була використана як тема до серіалу Hung, а «Breaks» було включено до треклисту фільму Рок-н-рольник.

### Thickfreakness(2003)
Другий альбом Thickfreakness вийшов у квітні 2003 року. Цей альбом було записано за 14 годин. Сингли альбому: «Set You Free», «Hard Row», «Have Love, Will Travel».
Пісня «Set You Free» стала саундтреком до фільмів Школа року та Люблю тебе, чувак.

### Rubber Factory(2004)
Rubber Factory третій альбом, вийшов у 2004 році. Саме в цей час гурт набирає популярності. Цей альбом було записано на закинутому заводі, який знаходився в Акроні.
У 2005 році група також випустила свій перший відео альбом Live, записаний у The Metro Theatre в Сіднеї, Австралія.

### Magic Potion(2006) та інші записи
The Black Keys записали Chulahoma: The Songs of Junior Kimbrough, диск каверів на пісні Junior Kimbrough. Першим релізом у Nonesuch Records став четвертий альбом групи Magic Potion. Синглами альбому стали «You're the One», «Your Touch» та «Just Got To Be».

### Attack & Release(2008)
П'ятий альбом The Black Keys Attack & Release вийшов у світ 1 квітня 2008 року. Сингли альбому: «Strange Times», «I Got Mine» та Same Old Thing". «I Got Mine» було занесено до списку ста найкращих пісень 2008 журналу Rolling Stone.
У листопаді 2008 вийшов ще один відео альбом Live at the Crystal Ballroom. Його було записано у квітні цього ж року у Портленді штату Орегон.

### Brothers(2010)
Brothers вийшов у світ 18 травня 2010 року. Альбом розійшовся тиражем 73 000 копій у перший тиждень продажу.

### El Camino(2011)
El Camino став сьомим студійним альбомом дуету The Black Keys, вийшов 6 грудня 2011-го року на лейблі Nonesuch Records. Синглами стали «Lonely Boy», «Gold on the Ceiling» та «Dead and Gone».

### Turn Blue(2014)
Turn Blue, восьмий альбом гурту, що вийшов 12 травня 2014 року на лейблі Nonesuch Records. Цей альбом був записаний у пінк-флойдівському психоделічному стилі, а тексти були надихнуті тим, що вокаліст Ден Ауербах розлучився з Стефані Ґоріс. Альбом очолив національні хіт-паради США, Канади й Австралії. Головні сингли альбому: «Fever», «Turn Blue», «Bullet in the Brain», «Gotta Get Away» та «Weight Of Love». Були також відзняті відеокліпи на пісні «Fever» і «Weight Of Love».

### Let's Rock(2019)
Let's Rock, дев'ятий альбом гурту, що вийшов  28 липня 2019 року на Easy Eye Sound / Nonesuch Records.

## Склад
- Ден Ауербах — головний вокал, електрична гітара
- Патрік Карні — ударні

## Дискографія

### Студійні альбоми
- 2001 — The Big Come Up
- 2003 — Thickfreakness
- 2004 — Rubber Factory
- 2006 — Magic Potion
- 2008 — Attack & Release
- 2010 — Brothers
- 2011 — El Camino
- 2014 — Turn Blue
- 2019 — Let's Rock
- 2021 — Delta Kream
- 2022 — Dropout Boogie
- 2024 — Ohio Players

### Мініальбоми
- 2004 — The Moan EP
- 2006 — Chulahoma EP